# Lycaena pavana
Lycaena pavana är en fjärilsart som beskrevs av Vincenz Kollar 1848. Lycaena pavana ingår i släktet Lycaena och familjen juvelvingar. Inga underarter finns listade i Catalogue of Life.

## Bildgalleri

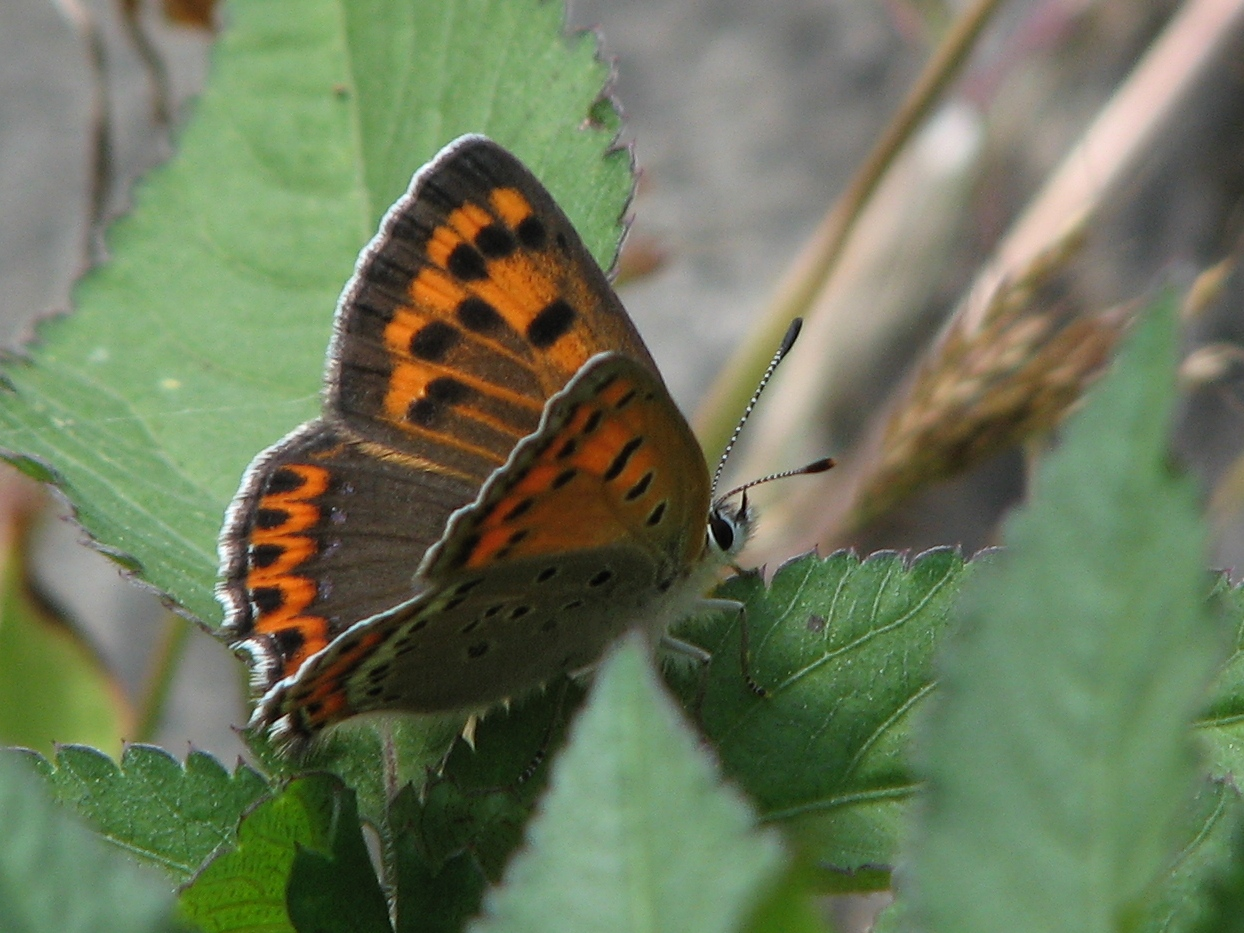
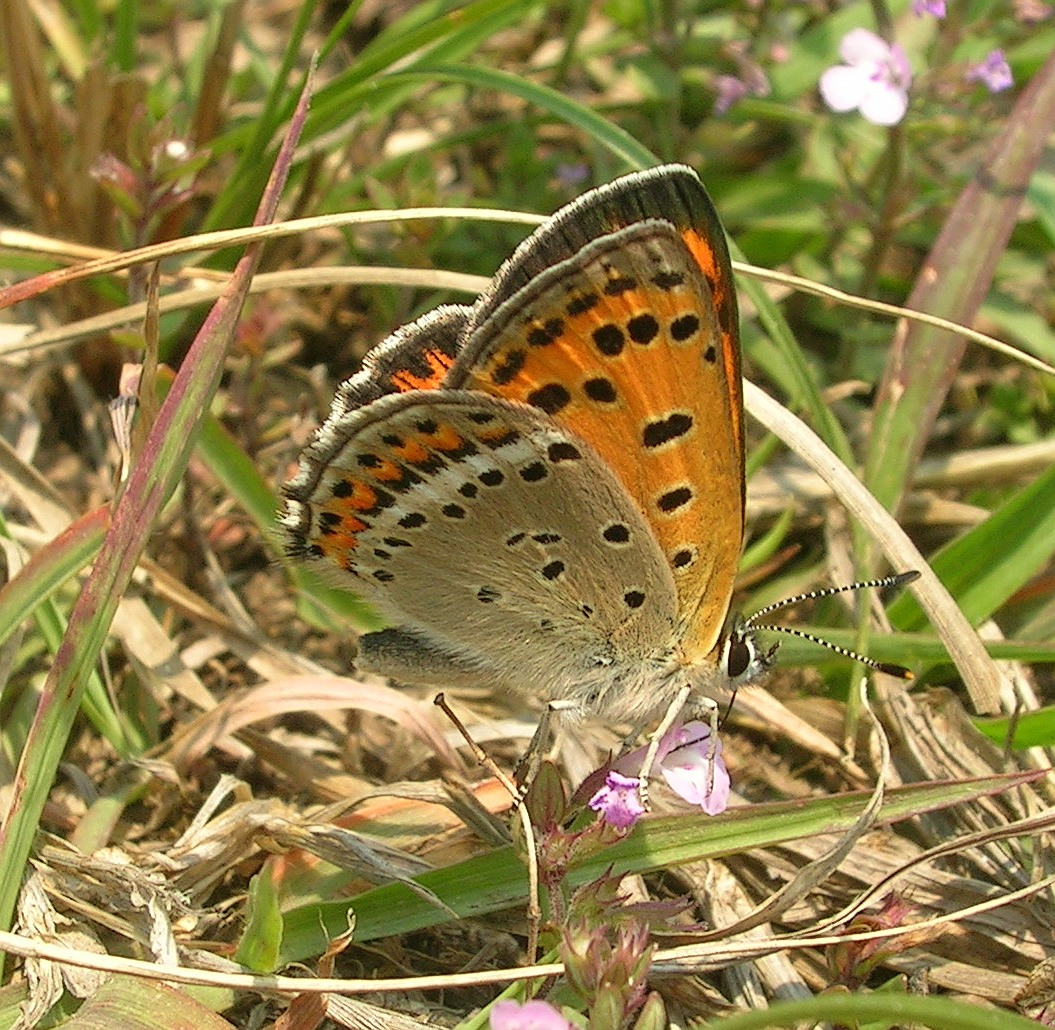
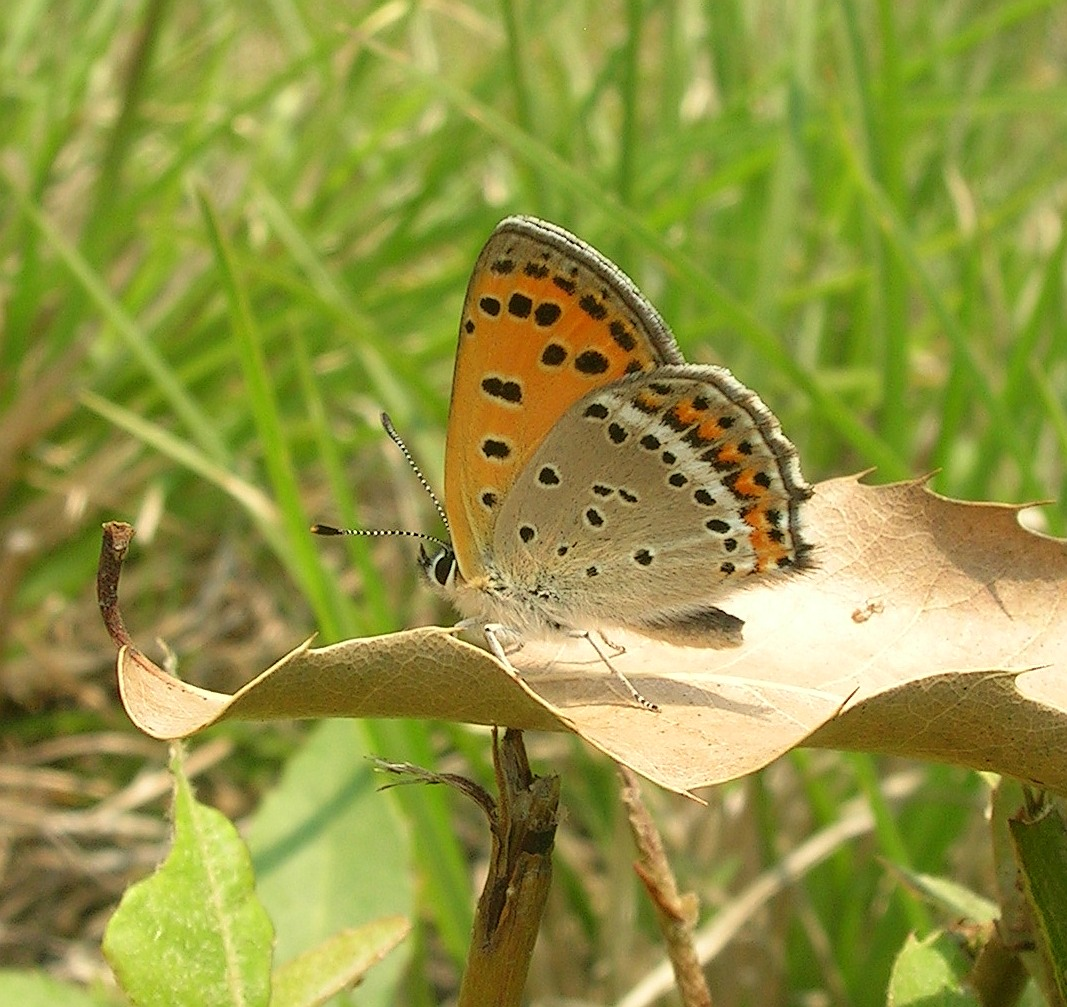